# Église Santa Maria del Soccorso (Livourne)
Pour les articles homonymes, voir Église Santa Maria del Soccorso (Rome).
L'église Santa Maria del Soccorso (en italien : Chiesa di santa Maria del Soccorso) est un édifice religieux catholique situé piazza della Vittoria de Livourne, en Italie centrale.

## Histoire
La décision de construire l'église remonte à la première moitié du XIXe siècle quand, à la suite de l'épidémie de choléra de 1835, une souscription fut lancée afin de réaliser l'édifice afin d'invoquer la protection de la Vierge.
Le projet est lancé en 1836 d'après les plans de l'architecte Gaetano Gherardi et l'église est consacrée en 1856 par l'évêque Girolamo Gavi. Le projet prévoyait aussi la construction d'un campanile et d'un collège qui n'ont pas été réalisés, c'est pour cette raison que l'espace libre autour de l'église, d'environ 40 000 m2, a été transformé en un vaste parc arboré.
Épargnée par les bombardements de Livourne de la Seconde Guerre mondiale, l'église devint pour une brève période le centre des principales célébrations religieuses du diocèse de Livourne à cause de la destruction partielle de la cathédrale et de sa reconstruction.

## Architecture

### Extérieur
La dimension de l'église est de 90 m de long, 34 m de large et 60 m de transept.

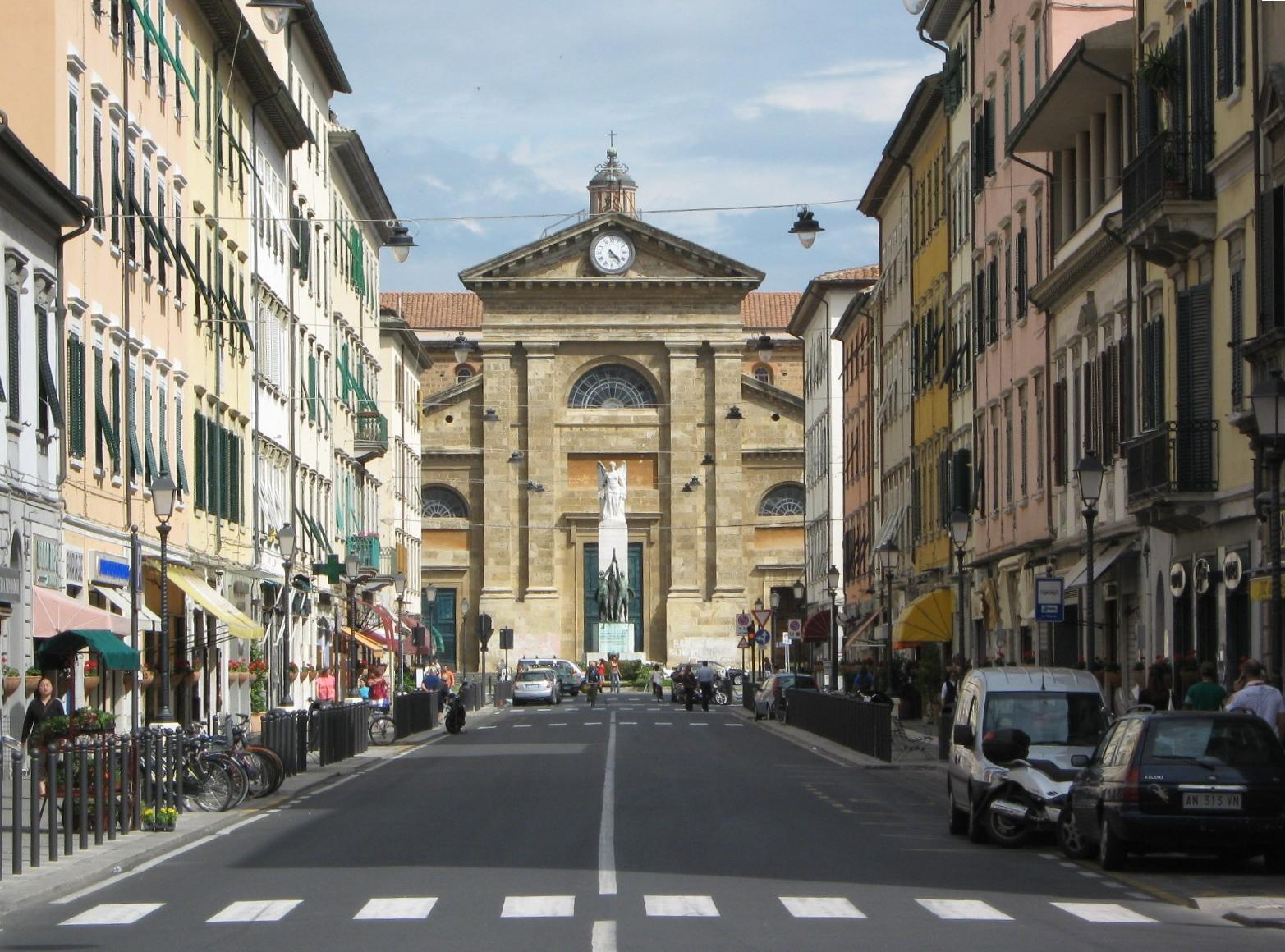
La façade vue depuis la via Magenta.

L'église en forme de croix latine, comporte 3 nefs et une coupole à l'intersection des bras des deux petites absides situées aux extrémités des bras du transept.
La façade à pignons est dotée de trois grands portails surmontés chacun d'une fenêtre semi-circulaires d'inspiration romaine et dorique ; quatre gros piliers soutiennent l'entablement et un fronton, porte en son centre, depuis 1882, une horloge provenant de la façade de la cathédrale.

### Intérieur
L'intérieur est en forme de croix latine et divisé en trois nefs par des piliers à section rectangulaire sur lesquels sont rapportés sur chaque côté sept arcs à plein cintre ; la nef est éclairée par d'étroites fenêtres situées sous le plan de couverture du plafond.
Les nefs latérales comportent des chapelles peu profondes couvertes par des voûtes en berceau décorées selon des thèmes de l'architecture néoclassique.
Œuvres présentes :
- San Lorenzo che distribuisce in catacomba ai poveri i doni della Chiesa (1862) d'Enrico Pollastrini (seconde chapelle à droite).
- Miracolo di San Francesco de Ferdinando Folchi,
- San Pietro de Giuseppe Baldini,
- San Francesco attribué à l'école de Lodovico Cigoli (chapelle Bertagni),
- Miracolo della resurrezione del figlio della vedova di Naim (1839) de Pollastrini,
- Maria del Soccorso de Ferdinando Magagnini (it) (tabernacle du maître-autel),
- Incoronazione di Maria Vergine con angeli de Carlo Morelli,
- Madre di Gesù che dona un ramo di ulivo ad un angelo perché lo porti ai colerosi de Nicola Ulacci,
- Deux sculptures du XIXe siècle de Paolo Emilio Demi (it) provenant de l'église arménienne San Gregorio, détruite.

L'église contenait aussi le Cristo coronato di spine de Fra Angelico, transféré à la Cathédrale de Livourne.

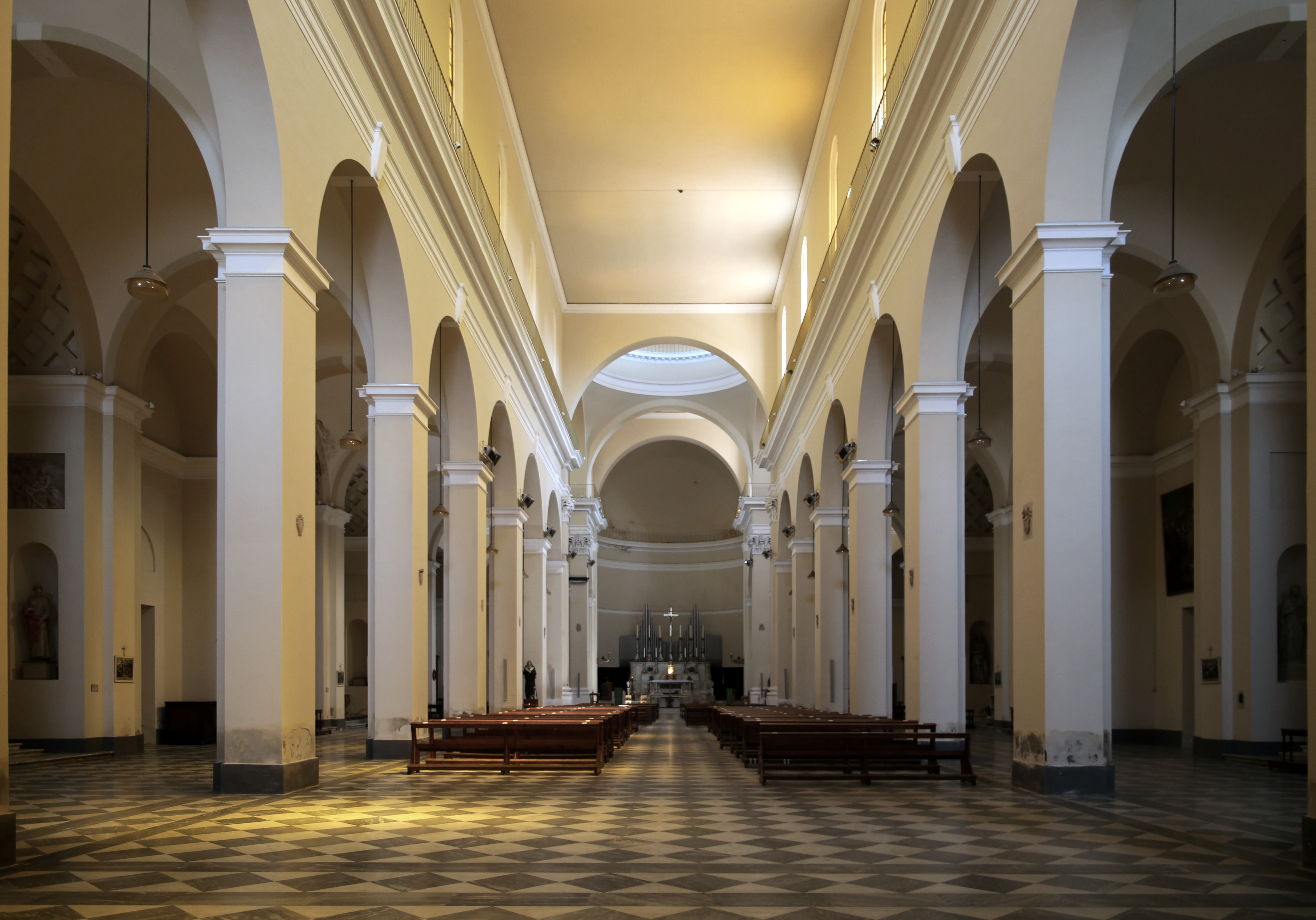
Intérieur de l'église.

## Sources
- (it) Cet article est partiellement ou en totalité issu de l’article de Wikipédia en italien intitulé « Chiesa di Santa Maria del Soccorso (Livorno) » (voir la liste des auteurs).